# Badumna insignis
Badumna insignis is een spinnensoort die behoort tot de familie Desidae.
De spin is een donkere robuuste spin die tot 17 mm groot kan worden. De mannetjes zijn kleiner, die worden 1 cm. Het lichaam is donkerbruin tot zwart. Het achterlijf heeft lichte markeringen en heeft fijn fluweelachtig haar. Ze komen algemeen voor in Nieuw-Zeeland en Australië.